# Jens Bidstrup
Jens Bidstrup (født 10. november 1960), er en dansk filmklipper. Han afsluttede sin uddannelse fra Den Danske Filmskole i 1984.

## Filmografi
- Vejen er lang - om Kvindebevægelsens historie (2016)
- Møbler til tiden - en film om Børge Mogensen (2015)
- Født til filmen (2015)
- Et raadhus til alvor og fest (2010)
- One shot (2008)
- Rosenborg - Christian 4. og 'Det store hus i Haven' (2007)
- Arkitekten der blev væk - eller hvem var Eigtved? (2005)
- Erik Hansen og Marmorbroen (2005)
- Vor Frue Kirke (2004)
- Why Bristol? (2004)
- Københavnerfortolkningen (2004)
- Pianissimo (2003)
- Dronningens musikanter (2002)
- Migas rejse (2002)
- Inuk woman city blues (2002)
- Grevindens døtre (2001)
- Sundhed på Bhutanesisk (2000)
- Hotellet (2000)
- Leve mangfoldigheden (1999)
- Teorien om alting (1998)
- Rumfimlen (1998)
- Himmelstigen (1997)
- Manden der fik lov at gå (1995)
- Min jødiske bedstefar - Portræt af en rejse (1994)
- Mind the gap (1993)
- Somalia Zap (1993)
- Pfuma Yedu (1993)
- Hotel Russia (1993)
- Star dog (1991)
- Brudstykker (1990)
- B77 Snapshots (1990)
- Dronning i nord (1990)
- Enkerne (1989)
- Triptykon (1989)
- Hyddelihat (1989)
- Atlantic Rhapsody (1989)
- Kvantefysikkens lære (1989)
- Den døde nabokone (1988)
- Nanna og Pernille (1988)
- Anholt - stedet, rejsen (1988)
- Skytturnar (1987)
- Scene 37 - Optakten (1987)
- The human race (1987)
- Hornsherred og EF (1986)
- Interrail (1986)
- Atomfysik og virkelighed (1985)
- Robotten er blød (1985)
- Sort mandag (1984)
- Salamandersøen (1984)
- Wonderful Copenhagen (1984)
- Røgdykker (1984)
- Det grønne brud - en film om Eva Sørensen (1983)
- Corpus Kristi - og drømmen om fred (1983)
- Børns billeder (1982)
- Træerne og skovens folk (1981)
- Jeg blir' så bange (1981)
- Prøv at se (1980)